# Bernarda Fink
Pour les articles homonymes, voir Fink.
Bernarda Fink, née le 29 août 1955 à Buenos Aires, est une mezzo-soprano argentine.

## Biographie
Née en Argentine de parents slovènes, Bernarda Fink étudie à l’Instituto Superior de Arte del Teatro Colón de Buenos Aires. Elle remporte le Premier Prix du concours Nuevas Voces Líricas en 1985 et se fixe alors en Europe. Elle chante avec les principaux orchestres – orchestre philharmonique de Vienne, orchestre philharmonique de Londres, orchestre du Gewandhaus de Leipzig, orchestre philharmonique de Radio France, orchestre national de France, Akademie für Alte Musik Berlin, English Baroque Players, I Solisti Veneti, les Musiciens du Louvre, Musica Antiqua Köln – sous la baguette de chefs tels René Jacobs, Philippe Herreweghe, John Eliot Gardiner, Nikolaus Harnoncourt, Trevor Pinnock, Sir Neville Marriner, Marc Minkowski et Sir Roger Norrington.
Elle a chanté dans les opéras de Genève, Prague, Montpellier, Salzbourg, Barcelone, Innsbruck, Rennes. Buenos Aires, Amsterdam, et s’est produite au  Festival de Salzbourg ainsi qu'à ceux de Vienne, Prague, Tokyo, Montreux, BBC Proms, ainsi qu’au Théâtre des Champs-Élysées, Carnegie Hall, Concertgebouw d'Amsterdam, Konzerthaus de Vienne et Sydney Opera House.
Elle a notamment enregistré pour Harmonia Mundi et Hyperion Records. On notera encore dans un registre particulier qu'elle a enregistré un disque très remarqué "Canciones Argentinas"  qui est une compilation du compositeur, Alberto Williams avec son frère Marcos Fink (baryton) et Carmen Piazzini au piano.
Elle est l'épouse de Valentin Inzko, un diplomate autrichien qui entre le 26 mars 2009 et le 31 juillet 2021 à occupé le poste poste de haut représentant pour la Bosnie-Herzégovine.

## Discographie sélective
- Rameau, Hippolyte et Aricie, avec Jean-Paul Fouchécourt, Véronique Gens, Bernarda Fink, Russell Smythe, Thérèse Feighan, Annick Massis, Laurent Naouri, Florence Katz, Luc Coadou, M. Hall, Monique Simon, Jean-Louis Georgel, K. Okada, S. Van Dyck, Jean-Louis Meunier, Jacques-François Loiseleur des Longchamps, Jérôme Varnier, l'Ensemble vocal Sagittarius et Les Musiciens du Louvre sous la dir. de Marc Minkowski (DG Archiv 4458532, ℗ 1994)
- Johann Sebastian Bach, Passion selon saint Matthieu, avec Christoph Prégardien, Matthias Goerne, Dorothea Röschmann, Bernarda Fink, Michael Schade, Elisabeth von Magnus, Markus Schäfer, Dietrich Henschel,  Christine Schäfer, Jan Leibnitz, Oliver Widmer, le Concentus Musicus Wien, Arnold Schoenberg Chor, Wiener Sängerknaben, sous la dir. de Nikolaus Harnoncourt (Teldec, 2001)
- Schumann, Frauenliebe und Leben et autres lieder, avec Bernarda Fink, mezzo-soprano, et Roger Vignoles, piano (Harmonia Mundi HMC901753, ℗ 2002)
- Dvořák, Lieder, avec Bernarda Fink, mezzo-soprano, et Roger Vignoles, piano (Harmonia Mundi, HCM 901824, ℗ 2004)
- Ravel, Cinq mélodies populaire grecques et Shéhérazade ; Berlioz, Les Nuits d'été, avec Bernarda Fink, mezzo-soprano, et le Deutsches Symphonie-Orchester de Berlin sous la dir. de Kent Nagano (Harmonia Mundi HMC 901932, ℗ 2007)
- Falla, Siete canciones populares españolas et mélodies de J. Rodrigo et d'E. Granados, avec Bernarda Fink, mezzo-soprano, et Anthony Spiri, piano (Harmonia Mundi HMC 902133, ℗ 2012)